# Butler University
La Butler University è un istituto universitario statunitense con sede ad Indianapolis, nello Stato dell'Indiana.
Fondata nel 1855 dal funzionario abolizionista Ovid Butler, ha una media di circa 4.500 iscritti all'anno, con oltre 60 corsi di laurea.

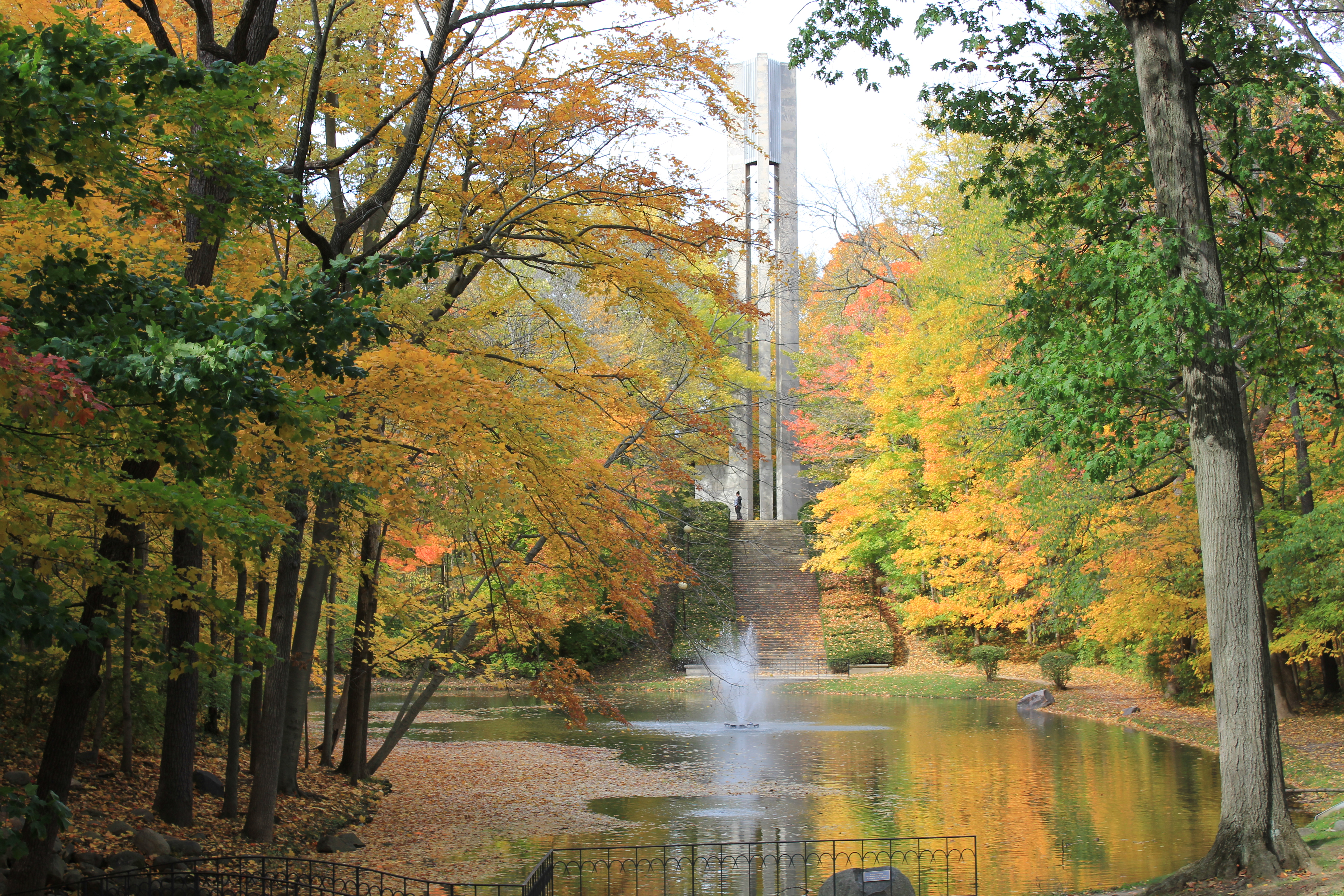
La Bell tower con i giardini Holcomb

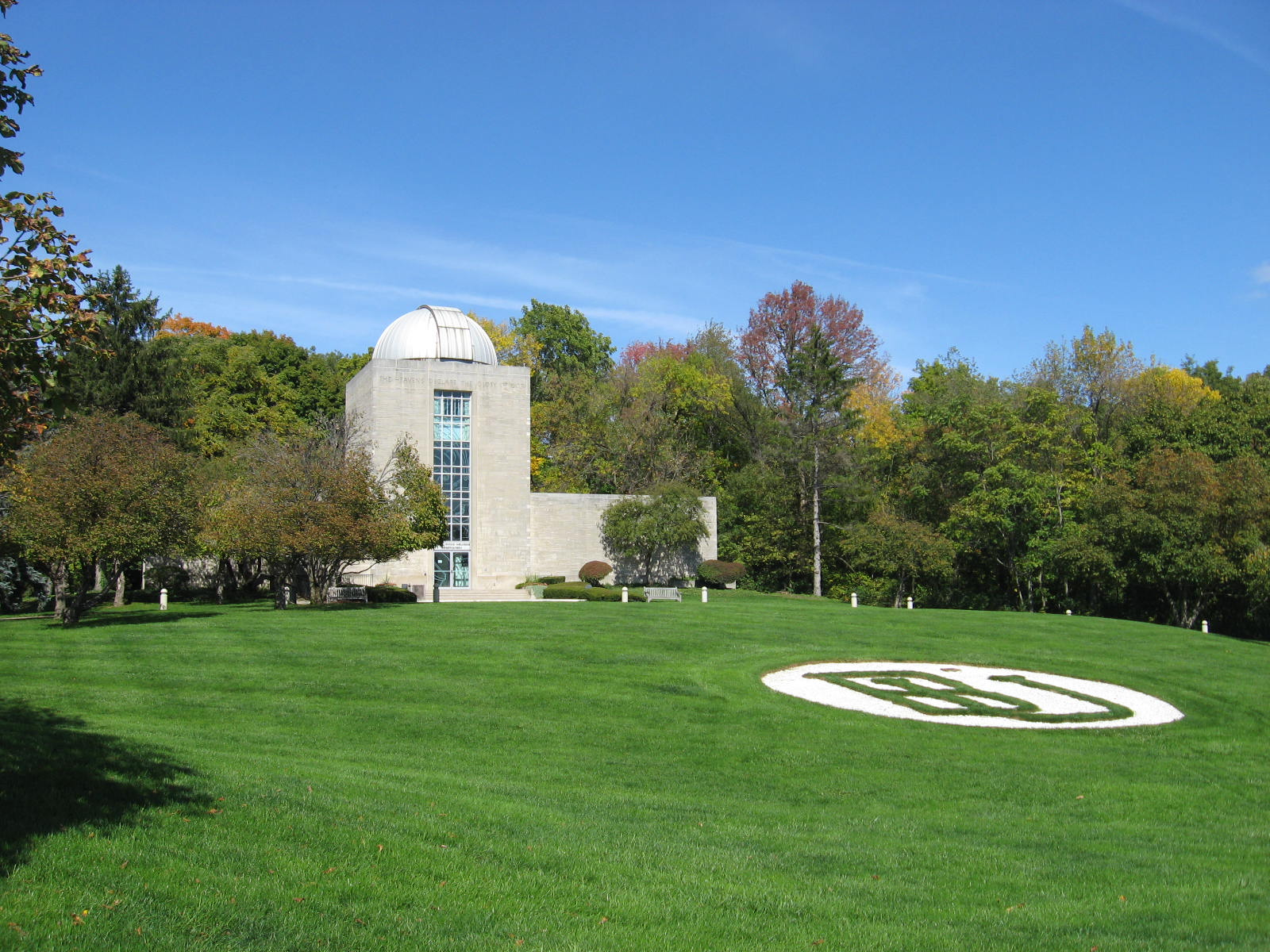
Osservatorio e planetario Holcomb